# جمعية الكشافة العربية السعودية

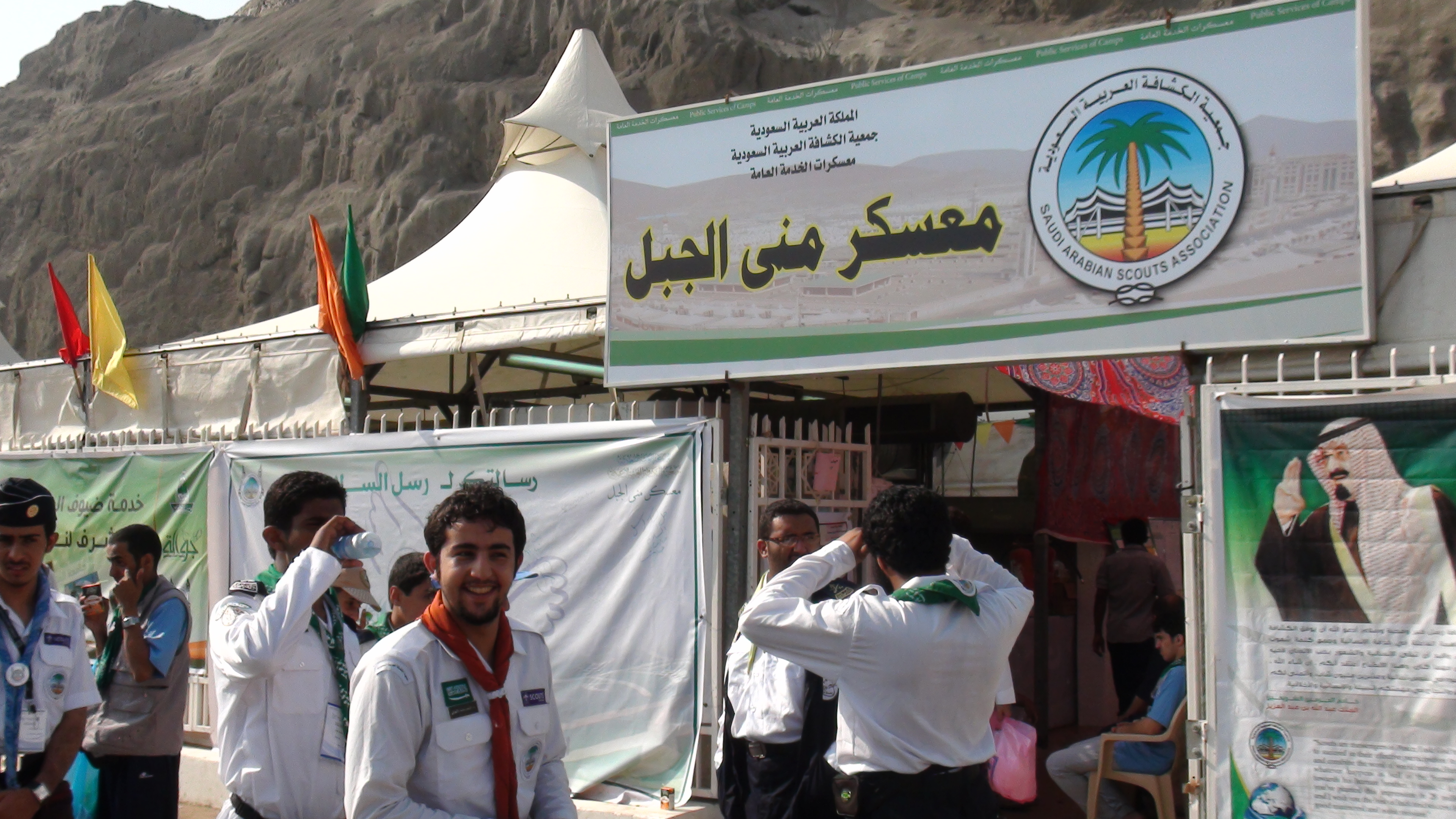
مخيم الكشافة منظر في مشعر منى موسم حج عام 1433 هـ / 2012 م

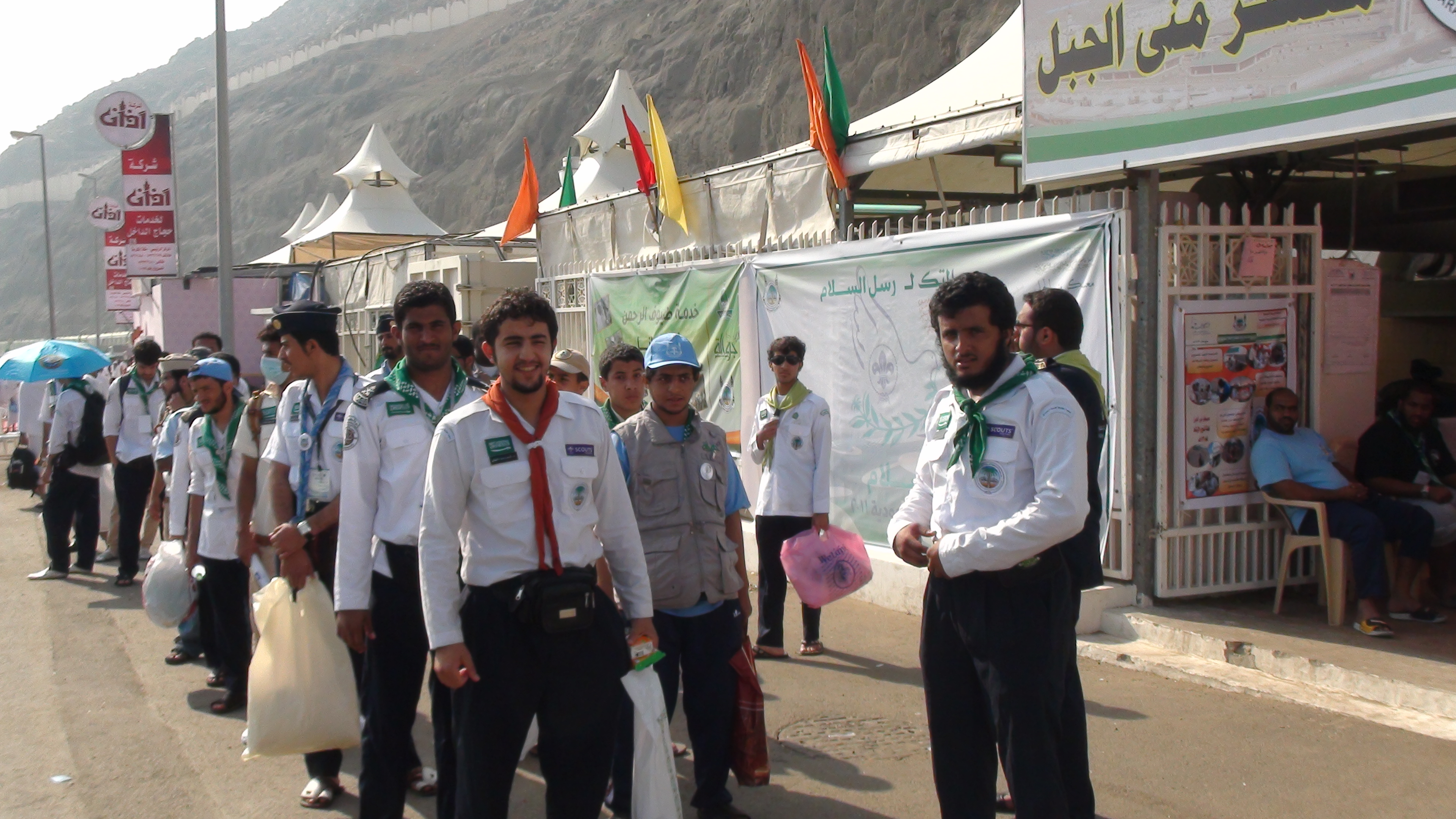
مخيم الكشافة منظر في مشعر منى موسم حج عام 1433 هـ / 2012 م

جمعية الكشافة العربية السعودية، (بالإنجليزية: The Saudi Arabian Boy Scouts Association)‏ منظمة كشفية وطنية في المملكة العربية السعودية تأسست رسميا في المملكة العربية السعودية في عام 1961، القائد الحالي للجمعية هو الدكتور حمد محمد آل الشيخ.

## النشأة والتاريخ والتحول
- تعد بداية اهتمام المملكة العربية السعودية بالحركة الكشفية منذ عهد المؤسس الملك عبد العزيز في عام 1356هـ حيث أعجب بفكرة الكشافة وأهدافها وطلب دراستها وإمكانية إقامتها في المملكة.
- هناك بدايات قليلة في هذا المجال لعدد من المدارس في مكة المكرمة الحكومية والخاصة وأسفر عن ذلك قيام فرقة كشفية عام 1363هـ في مدرسة تحضير البعثات والمعهد العلمي السعودي في مكة المكرمة.
- في عام 1363هـ أنشئت إدارة التربية الرياضية والاجتماعية وأسند إليها نشر الحركة الكشفية في المملكة حيث تأسست أول فرقة كشفية بالمملكة.[3]
- تأسست جمعية الكشافة العربية السعودية في عام 1381هـ، بموجب المرسوم الملكي الكريم رقم 22 وتاريخ 9 /4 /1381هـ.[4]
- وفي عام 1382هـ / 1963م تم الاعتراف العربي والدولي بجمعية الكشافة العربية السعودية في المعسكر الحادي عشر باليونان.
- جمعية الكشافة العربية السعودية، هيئة ذات شخصية اعتبارية ومقرها الرئيسي في الرياض، وتعمل على توثيق علاقاتها بالمؤسسات التعليمية وبالهيئات الاجتماعية العاملة في ميدان رعاية الشباب والميادين الاجتماعية، والهيئات الكشفية العربية والإسلامية والدولية.
- أول تجمع للجوالة العرب والمسلمين كان في موسم حج عام 1384هـ حين قامت جمعية الكشافة السعودية بإقامة تجمع للحوالة العرب والمسلمين في مكة المكرمة، وقد شاركت فيه 16 دولة بعدد 91 جوالاً، وقد اشترك من السعودية 100 إضافةً إلى 15 قائداً كشفياً.[5]

## الكشافة في عهد ملوك السعودية
- حث الملك عبد العزيز المسؤولين على التربية والتعليم والقيادة السياسية بتكوين فرق كشفية في مدارس المملكة، ومما يدلل على حرص المؤسس مقابلة جلالته لفريق الكشافة العراقية في مجلة السارية التي صدرت بمناسبة الذكرى المئوية على تأسيس وتوحيد المملكة العربية السعودية على يد مؤسسها(العدد الخاص) لعام 1419هـ/1999م
- حول الملك سعود مديرية المعارف إلى وزارة في 18/ 4 /1373هـ، ونقلها إلى العاصمة الرياض، وأصدر مرسوم ملكي بتعيين الأمير فهد بن عبد العزيز وزيراً للمعارف، وقد أعطى المرسوم النشاط المدرسي دفعة قوية في إقامة الدورات العلمية والفنية والرياضية والكشفية الصيفية بالطائف، وتأمين الأجهزة والأدوات والملابس التي تشجع النشاط اللامنهجي، وفي عام 1381هـ تأسست جمعية الكشافة العربية السعودية وتكوين أول مجلس لها، كما تمت الموافقة على المشاركة في الجامبوري الكشفي العالمي الثالث عشر الذي عُقد في اليونان، وتم فيه الاعتراف بجمعية الكشافة السعودية من قبل المنظمة الكشفية العالمية عام 1963م، وشاركت وزارة المعارف عام 1375هـ/1956م بفريق كشفي مؤلف من 24 كشافاً ورئيس بعثة ومساعد في المخيم الكشفي العربي الثاني الذي أُقيم في أبي قير بالإسكندرية، وكذلك المخيم الكشفي العربي الخامس بالرباط في المغرب عام 1962م، كما أرسلت وزارة المعارف بعثة كشفية مكونة من 22 قائداً من مختلف مدارس المملكة إلى لبنان لدراسة أسس ومناهج الحركة الكشفية، كما أنطلقت في عهده أول خدمة عامة لحجاج بيت الله الحرام بمكة المكرمة عام 1382هـ
- شجع الملك فيصل الكثير من الأنشطة الصيفية التي تقام في مدينة الطائف، كما وافق على مشاركة جمعية الكشافة في المناسبات سواء داخل المملكة أم خارجها، ووافق على تنظيم رحلات وزيارات إلى الدول الإسلامية لتوثيق الروابط الإسلامية، وكما أُقيم في عهده ستة تجمعات كشفية لجوالة البلاد العربية والإسلامية بمكة المكرمة أثناء فترة الحج.
- في عهد الملك خالد شهدت جمعية الكشافة أكبر ميزانية منذ انشائها حيث حصلت إعانة الجمعية إلى أكثر من اثني عشر مليون ريال سنوياً، وكما أُقيم في عهده 21 معسكراً دائماً ومركزاً آخر للتدريب في مختلف المناطق التعليمية مما عمل ذلك على نشاط حركة المشاركات الخارجية على المستوى العربي والإسلامي والدولي.
- في عهد الملك فهد أُقيم في عهده المخيم العربي الرابع والعشرون في مدينة الطائف عام 1420هـ، والمؤتمر الكشفي العربي الثالث والعشرون
- في مدينة الرياض عام 1421هـ، وكما صدر في عهده نظام جمعية الكشافة العربية السعودية المعدل للنظام الصادر بالمرسوم الملكي رقم 22 عام 1381هـ.
- قام الملك عبدالله برعاية المخيم الكشفي العربي الرابع والعشرون في الطائف عام 1420هـ، كما رعى المؤتمر الكشفي العربي الثالث والعشرون في الرياض في عام 1421هـ، وقام بدعم المنظمات الكشفية العالمية من خلال الدعم المالي.[6]

## شعار الجمعية
عبارة عن دائرة تحيط بنخلة باسقة ومن خلفها خيمة كبيرة ذات أعمدة متعددة وخلف الخيمة سماء صافية، وأمام الخيمة رمال صفراء ويحيط بالدائرة الأولى دائرة ثانية من الحبال تنتهي بعقدة.
1- نخلة : هي رمز الخير الكثير والبذل والعطاء، والكشاف يبذل ويعطي، وسعفات النخل العشر تدل على قانون الكشافة الذي يتألف من عشرة بنود.
2- الخيمة: بيت العرب وتذكر بالرمز العربي الأصيل.
3- الرمال الصفراء : بلاد الأجداد تربوا فيها على الفضائل وتعلموا الفراسة والفروسية.
4- الدائرة الأولى: تدل على عالمية الحركة الكشفية.
5- الدائرة الثانية المنتهية بعقدة : تعني الرباط الوثيق الذي يجمع أفراد الكشافة وهو رباط الأخوة والمحبة.

## مبادئها
الكشفية هي حركة تطوعية مفتوحة لجميع الشباب وتعتمد في تربيتها على:
- الواجب نحو الله.
- الواجب نحو الآخرين.
- الواجب نحو الذات.

## طريقتها
تتميز الحركة الكشفية باعتمادها على الطريقة الشاملة حيث تعتمد على اختيار النشاطات المناسبة وفق المرحلة السنية للمشارك وهذه الطريقة هي: الالتزام بالوعد والقانون الكشفي، ونظام السداسيات أو الطلائع، ونظام الشارات (الكفاية أو الجدارة، الهوايات، الأوسمة)، التعلم بالممارسة، وحياة الخلاء، والتدرج والتنوع في البرامج الشائقة.

## <الوعد الكشفي
"أعد أن أبذل غاية جهدي في أن أقوم بما يجب علي نحو الله ثم الملك والوطن، وأن أساعد الناس في جميع الظروف وأن أعمل بقانون الكشافة"

## القانون الكشفي
الكشاف صادق، مخلص، نافع، ودود، مؤدب، رفيق، مطيع، باش، مقتصد، نظيف، شجاع

## القطاعات التي تشرف الجمعية على نشاطاتها الكشفية
1- وزارة التعليم.
2-وزارة العمل والتنمية الاجتماعية.
3- وزارة الصحة.
4- وزارة الرياضة.
5- المؤسسة العامة للتدريب التقني والمهني.
6- الهيئة الملكية للجبيل وينبع
7- الفرق الأهلية.

## مجلس إدارة الجمعية
ويتكون من ثمانية أعضاء من المهتمين بالحركة الكشفية. يتم اختيارهم لمدة خمس سنوات يصدر بتكليفهم قرار من رئيس مجلس الوزراء، يترأسهم وزير التربية والتعليم رئيساً للجمعية وهو الآن صاحب السمو الأمير فيصل بن عبد الله بن محمد آل سعود(سابقا) ، ويسمى الرئيس من بين الأعضاء، ونائب الرئيس وأمين السر وأمين الصندوق ومفوض العلاقات الخارجية.
ثانياً: المكتب التنفيذي للجمعية :يشكل برئاسة نائب رئيس الجمعية وهو الآن الأستاذ الدكتور عبدالله بن سليمان الفهد وعضوية كل من أمين السر وأمين الصندوق ومفوض العلاقات الخارجية وثلاثة من المتخصصين.
ثالثاً: الأمانة العامة لجمعية الكشافة :ويرأس أمانة الجمعية أمين عام وهو الأستاذ الدكتور عبد الله بن سليمان الفهد نائب رئيس الجمعية ويرتبط به : مفوضية العلاقات والمتابعة ومفوضية الإعلام وسكرتير الجمعية.
ويشرف كذلك على الشؤون الفنية والشؤون الإدارية والمالية وتتكون الشؤون الفنية من عدد المفوضيات : مفوضية تنمية المراحل، مفوضية تنمية القيادات، مفوضية خدمة وتنمية المجتمع، مفوضية رواد الحركة الكشفية، مفوضية مركز المعلومات، مفوضية الحاسب الآلي والإنترنت.
رابعا: الشؤون الإدارية والمالية تتكون من : مفوضية التمويل والمحاسبة، مفوضية النقل والحركة، مفوضية الشؤون الإدارية والسكرتارية، ولكل مفوضية من هذه المفوضيات عدد من المهام التي تسهم في تحقيق أهداف ومبادئ الحركة الكشفية بالمملكة العربية السعودية.

## برامج وأنشطة الجمعية

### في مجال تنمية المراحل
تجمعات ومعسكرات ومخيمات كشفية حسب المراحل، معسكرات عر فاء الطلائع، دراسات تخصصية في المناهج والمراحل، اللقاءات الأخوية لقادة الوحدات، ندوات في المناهج الكشفية، الملابس الكشفية، شارات الجدارة والكفاية والهواية، الأوسمة، أدلة البرامج والأنشطة.

### في مجال تنمية القيادات
تأهيل قادة الوحدات الكشفية، دراسة مساعدي قادة وقادة التدريب، دراسة مساعدي مفوض ومفوض خدمة وتنمية المجتمع، دراسة مساعدي مفوض ومفوض تنمية المراحل، دراسة المتفرغين، دراسات تخصصية في العلاقات والإعلام والتمويل والشؤون الإدارية ( بالتعاون مع المفوضيات المختصة ) ، ندوات علمية، إصدار أدلة للقادة، مؤتمر تنمية القيادات الكشفية.

### في مجال خدمة وتنمية المجتمع
معسكرات الخدمة العامة بالحج بمكة المكرمة والمدينة المنورة لأكثر من أربعين سنة / التنشيط السياحي، حملات محو الأمية، الإسهام في الحملات الأمنية والصحية، أسابيع الخدمة العامة، الأيام العالمية للتوعية والتنمية، مشاريع الخدمة العامة، المشاريع التنموية مع القطاعات والجهات ذات العلاقة، ندوات علمية، لقاءات للقادة الكشفيين المهتمين بخدمة وتنمية المجتمع، دراسات بيئية ونوعية، الاهتمام بمجالات الخدمة والتنمية للمجتمع.

### في مجال رواد الحركة الكشفية
استشارات، برامج ونشاطات، رحلات علمية، ندوات، لقاءات، استضافة بعض الشخصيات البارزة في المجتمع، المشاركة في الأنشطة الدولية الخاصة برواد الحركة الكشفية.

### في مجال الإعلام
إصدارات الجمعية مثل مجلة السارية وهي مجلة دورين، التغطية الإعلامية لبرامج الجمعية وتوثيقها. النشرات التعريفية، الصحف، المجلات، وسائل الإعلام.

### في مجال العلاقات العامة
تسعى جمعية الكشافة العربية السعودية من خلال هذا المجال إلى فتح آفاق جديدة مع كافة الجهات الحكومية والخاصة من أجل تطوير الأعمال والبرامج والأنشطة المشتركة بين الجمعية وهذه الجهات وتعزيز هذه العلاقة وتوطيدها.

### في مجال الحاسب الآلي والمعلومات
إنشاء وإدارة موقع جمعية الكشافة، دورات متخصصة، قاعدة بيانات المنتسبين للكشفية، الأرشفة الضوئية، دعم الشبكات الداخلية والإدارة الإلكترونية، التعليم الإلكتروني، قواعد بيانات المناسبات الكشفية.

### في مجال المكتبة ومركز المعلومات
تكوين وتطوير مكتبة كشفية متخصصة والاستفادة من الدراسات والأبحاث العملية والتجارب الشخصية والعمل على نشرها وتوزيعها على القيادات الكشفية وكافة المهتمين بهذا المجال.

## برامج وأنشطة القطاعات الكشفية
وهناك العديد من البرامج والنشاطات التي تنفذ من قبل القطاعات الكشفية وفق خطط سنوية مبنية على خطة وإستراتيجية جمعية الكشافة مثل دراسات إعداد القادة والدراسات الأساسية التمهيدية للشارة الخشبية، معسكرات رؤساء السداسيات وعرفاء الطلائع، معسكرات نهاية الأسبوع، التدريب على المناهج الكشفية، أسابيع الخدمة العامة وتنمية المجتمع، لقاءات القيادات الكشفية المتميزة، المخيمات الخلوية، مخيمات الصداقة، أنشطة وبرامج بحرية، دراسات بيئية، مراكز الخدمة الرمضانية، مشروع إفطار الصائمين، المشاركة مع العديد من قطاعات الدولة في برامجها وأنشطتها مثل الحملات التوعوية.

## معسكرات الخدمة العامة
نشأت معسكرات الخدمة العامة :
بدأت خدمة ضيوف الرحمن في منتصف السبعينات الهجرية مبادرة من كشافة مكة المكرمة وجدة بأداء خدمات تطوعية في الإسعاف الخيري والمرور والصحة ووزارة الحج وجميع القطاعات التي لها علاقة في الحج.
وبدأت الخدمة العامة الفعلية رسمياً عام 1382هـ وكانت بدايتها مع القائد صالح غانم مؤسس الحركة الكشفية في المملكة حيث بدأت الخدمة بمائة وخمسين كشافا فقط ، بعدها ارتأت جمعية الكشافة العربية السعودية أن تعمم الخدمة على مستوى الجوالة لتشمل الدول العربية الإسلامية ، وفعلاً تمت الموافقة من قبل وزير المعارف آنذاك الشيخ حسن آل شيخ فبدأت التجمعات العربية والإسلامية من عام 1384هـ إلى عام 1394هـ بواقع كل سنتين وبعد هذه التجربة الرائعة ، رغبت جمعية الكشافة أن يختص بشرف هذه الخدمة أبناء هذه البلاد المباركة بعد أن انتشرت الكشفية في المملكة واشتد عودها وتنوعت المراحل الكشفية فيها ، فكانت الانطلاقة سعودية خالصة بشكل سنوي منذ عام 1395هـ حتى الآن حيث بلغت أعداد الكشافة والجوالة المشاركين 4000 كشافاً في خدمة ضيوف الرحمن سنوياً.

## الخطة الاستراتيجية الخمسية
وضعت الجمعية في عام 1437هـ خطة إستراتيجية لمدة 5 أعوام من 1438-1442هـ، 2018-2022م، لمواكبة الخطط التطويرية والإستراتيجية التي تقوم بها السعودية متمثلة في رؤية 2030، وتحتوي الخطة على عدد من الاستراتيجيات والأهداف والخطة التنفيذية ومؤشرات النجاح، وتتمحور الخطة الإستراتيجية عموما حول جعل العمل الكشفي بيئة شبابية جاذبة، وتستوعب طاقات الشباب وتلبي احتياجاتهم الفكرية والنفسية، وتوجه قدراتهم لخدمة المجتمع والإسهام في تنميته. 

## انظر ايضاً
- الكشافة

## وصلات خارجية
- الكشافة العربية السعودية تحصل على شهادة التقييم.